# Koenigsegg CCX
La Koenigsegg CCX è un'automobile prodotta dalla casa automobilistica svedese Koenigsegg dal 2006 al 2010.

## Carrozzeria e interni
La Koenigsegg CCX ha un telaio costituito da una vasca centrale in fibra di carbonio, al quale sono connessi due telai ausiliari sia all'avantreno che al retrotreno realizzati in alluminio, che sorreggono sospensioni ed organi meccanici. L'intera carrozzeria è di fibra di carbonio.

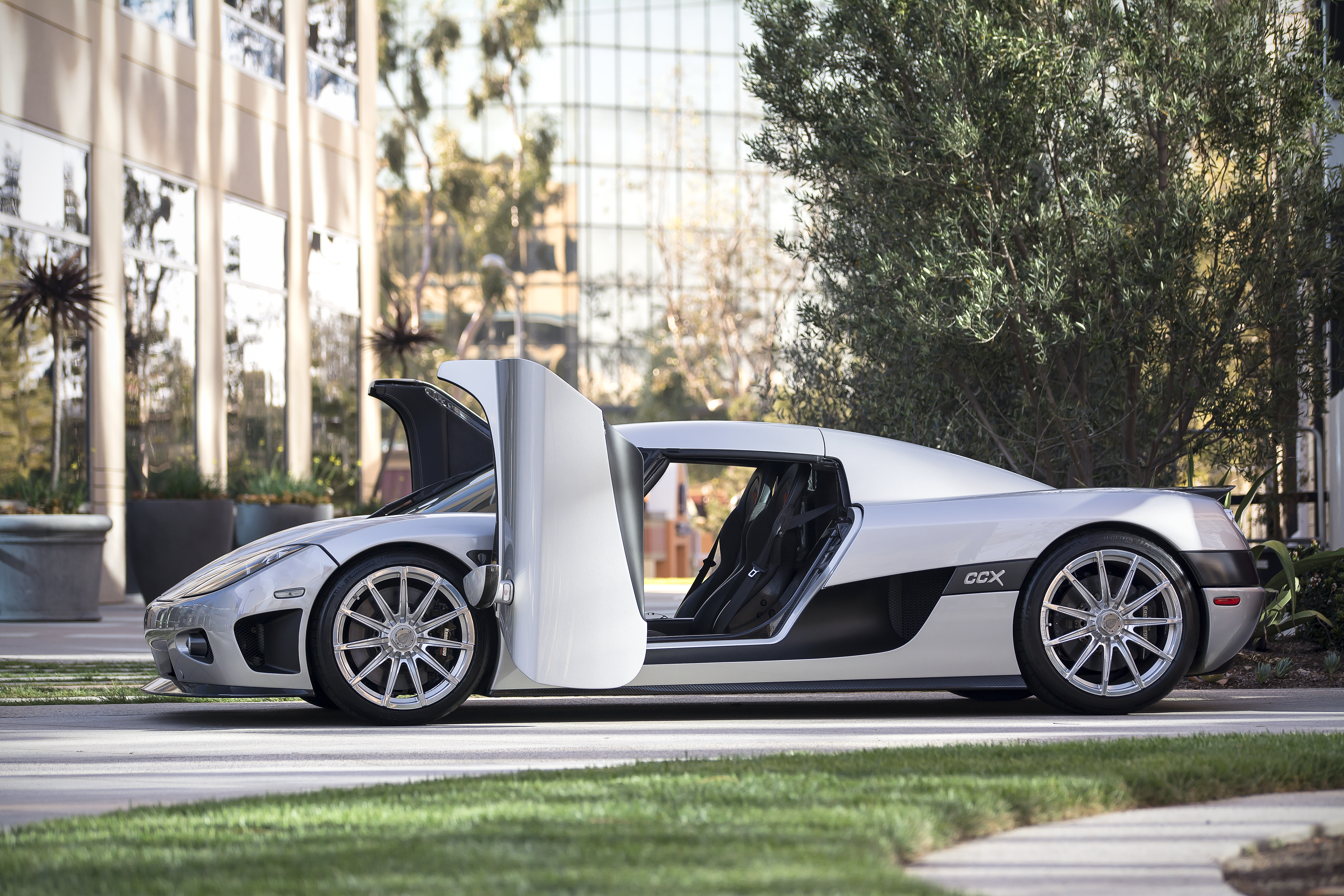
L'apertura delle portiere

Le portiere sono chiamate in inglese "Dihedral Syncrohelix Doors"; prima di tutto il finestrino si abbassa, per permettere alla portiera di scorrere verso l'esterno della vettura e poi di girare su sé stesse.
Il valore Cx della carrozzeria è di 0,297.
I sedili in fibra di carbonio possono essere ricoperti di cuoio, alcantara o di tempur, un materiale sviluppato dalla NASA che si adatta alla forma del corpo.

## Meccanica
Il motore montato sulla CCX è un V8 da 4,7 l di cilindrata sovralimentato con due compressori centrifughi Rotrex. Per la sua realizzazione sono state utilizzate leghe d'alluminio usate in aeronautica, titanio e fibra di carbonio, il peso del motore è di 210 kg. Le sue caratteristiche sono:
- V8 in posizione centrale, 4 valvole per cilindro, doppi alberi a camme
- cilindrata: 4.700 cm³
- potenza: 601 kW - 806 CV a 6.900 giri/min
- coppia massima: 920 Nm a 5.700 giri/min

La CCX ha di serie un cambio a sei marce in schema transaxle ed è possibile avere un sequenziale come optional.

## Prestazioni
- accelerazione (0–100 km/h): 3,1 secondi
- velocità massima (km/h): 395
- accelerazione sul quarto di miglio (402,34 m) da fermo: 9,9 secondi.
- velocità d'uscita (km/h): 235
- spazio d'arresto (100 – 0 km/h): 31 m

## Dotazione
Anche se la CCX pesa poco, dispone di "lusso" inusuale su sportive di questo tipo.
Con tutti questi extra a bordo, la CCX pesa quanto una Pagani Zonda F o una Saleen S7. La Ferrari Enzo e la Porsche Carrera GT pesano circa 100 kg in più.

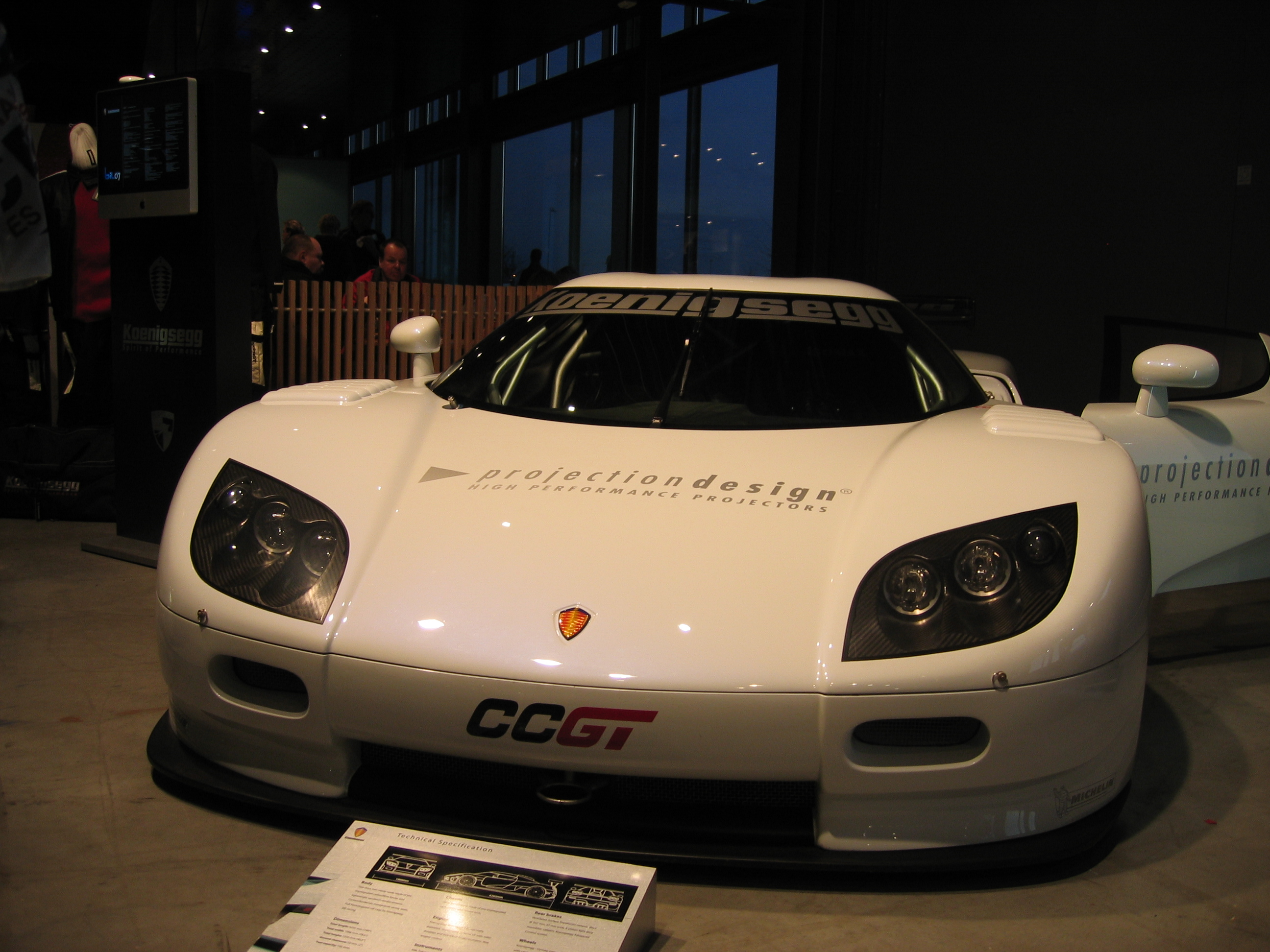
CCGT

## Versioni speciali

### CCGT
Nel 2007 la Koenigsegg produsse una versione da competizione della CCX denominata CCGT (chassis n. 012). Basata sulla normativa FIA GT1, adotta un propulsore 5.0 litri derivato dal modello di serie ed ha un peso ridotto ad una tonnellata, con le portiere che però si aprono alla classica maniera, il tutto per risparmiare peso. Ha una velocità massima di 355 km/h e un'accelerazione da 0-100 in 2.8 secondi.